# جورج بيري (عالم أعصاب)
جورج بيري (بالإنجليزية: George Perry)‏ هو عالم أعصاب أمريكي، ولد في 12 أبريل 1953 في لومبوك في الولايات المتحدة.